# Sucro (població)
Sucro fou una població dels edetans a la vora del riu Xúquer, llavors també anomenat Sucro. Possiblement correspon a la ciutat de Sícana, anomenada així en fonts gregues més antigues però poc segures. Històricament ha estat identificada amb les poblacions d'Alzira, Cullera, Sueca i Albalat de la Ribera. Per la manca d'evidències arqueològiques, actualment les hipòtesis d'Alzira i Sueca semblen descartades. És possible que hi hagués dues poblacions amb aquest nom al llarg de la història, una de les quals (la més antiga) sembla trobar-se a l'actual Cullera, i l'altra (més moderna) es correspondria amb l'actual Albalat de la Ribera.

## Localització
Tradicionalment i ja el segle xvi ha estat identificada princpalment amb Alzira, Cullera i Sueca, i per això aquestes localitats tenen referències a Sucro, com ara carrers dedicats. Ja dins el segle xx es popularitzà també la identificació amb Albalat de la Ribera, població dins la qual hi ha l'IES Sucro.
La Sícana de les fonts gregues més antigues sembla identificable amb una ciutat costanera situada a la desembocadura del Xúquer. Per la cronologia, s'ha de correspondre amb un oppidum ibèric, que deu ser el mateix que esmenta Livi en la Segona Guerra Púnica i que la de la batalla del Sucro (75 aC). Hom ha volgut identificar aquesta població, doncs, amb el poblat ibèric de l'Alt del Fort, situat a la muntanya de Cullera i ocupat cap al segle iv aC. Sembla que el poblat s'estenia fins al Castell i al llarg de la cara sud de la muntanya, que s'estenen al llarg del període romà.
Atès que Plini el Vell (segle i dC) esmenta que la ciutat ja no existia, i que Pomponi Mela i Ptolemeu no l'esmenten, hom pensa que la ciutat pogué ser destruïda i posteriorment abandonada. Per aquests fets s'ha proposat la mateixa batalla del Sucro o un altre episodi de la Guerra de Sertori. Així doncs, quan posteriorment els itineraris esmenten la població de Sucro no farien referència a l'antic oppidum iberoromà sinó a una mansio de la Via Augusta, de la qual sortiria un ramal cap a l'antiga Sucro i cap a Diànium. Pel que fa a la identificació d'aquesta mansio de Sucro, a partir de les distàncies que s'indiquen als itineraris i per les restes arqueològiques trobades per la zona, sembla que es pot identificar amb Albalat de la Ribera, que hauria estat una població o establiment comercial, en un primer moment ibèric i posteriorment romanitzat.
Pel que fa al Portus Sucro que apareix a la Cosmografia de Ravenna, hom pensa que es pot tractar d'una reocupació de l'antiga Sucro com a port comercial. En aquest sens, la població s'identifica amb el jaciment de l'antiga Illa dels Pensaments, prop del Far: es tracta d'unes restes arrasades amb un establiment portuari tardoromà comercialment vinculat amb el nord d'Àfrica que tengué un període d'esplendor a partir del segle iv dC. És possible que entre l'antiga Sucro i el Portus Sucro tardoantic hi hagués una continuïtat, de manera que la població s'hauria recuperat lentament de la destrucció en temps de Sertori i en època baiximperial hauria florit com a port de gran importància.